# Scharounschule Marl

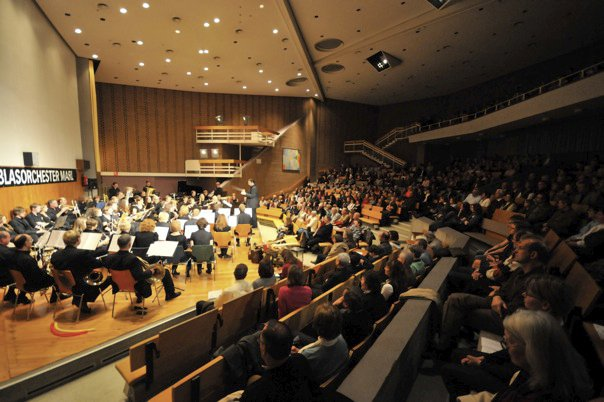
Aula der Scharounschule in Marl

Die Scharounschule Marl ist eine im Stile der organischen Architektur geplante und errichtete Schule des Architekten Hans Scharoun in der Stadt Marl. Sie gilt als eines der bedeutendsten Beispiele der modernen Nachkriegsarchitektur in Nordrhein-Westfalen.

## Geschichte

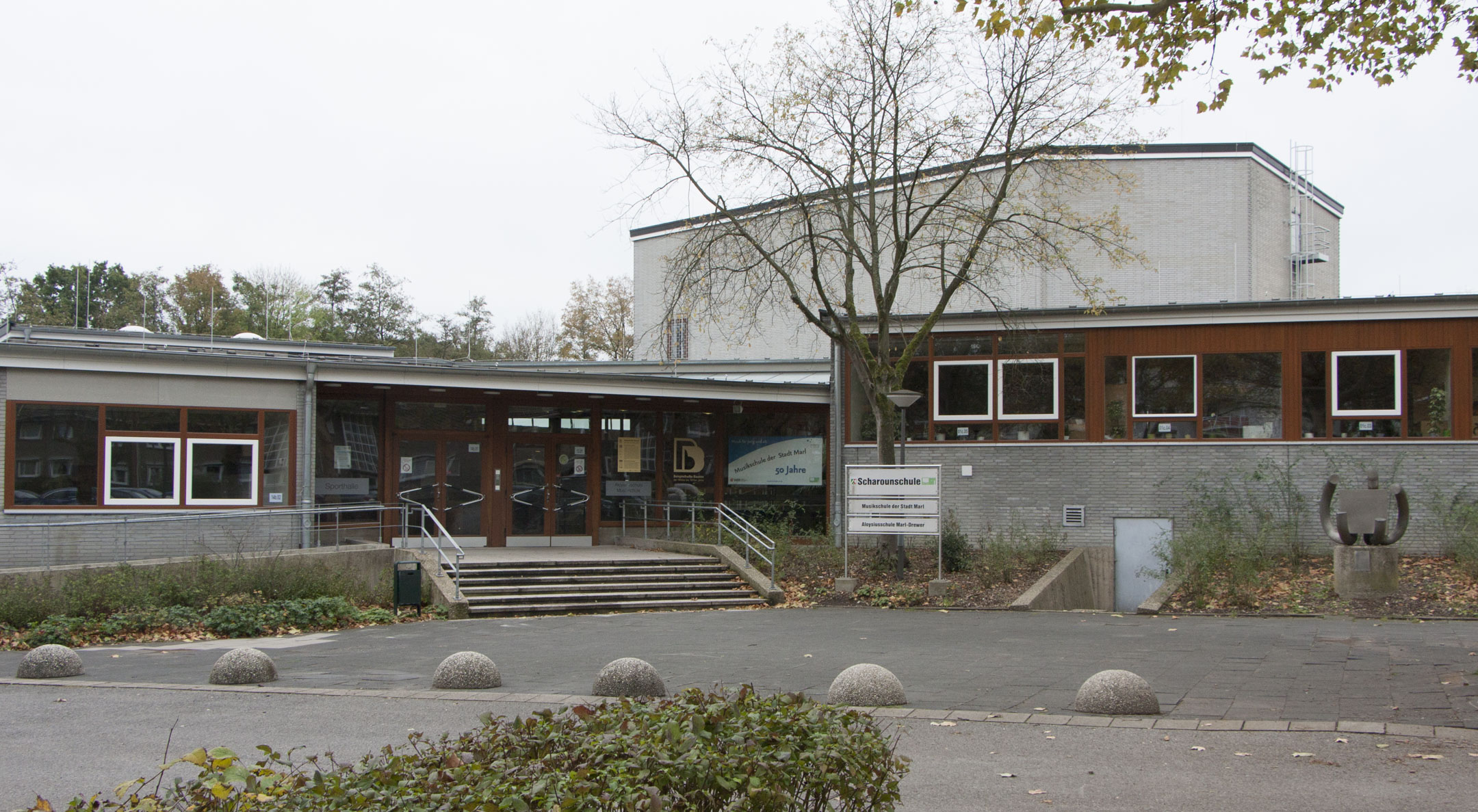
Scharounschule

Im Auftrag der Stadt Marl erstellte der Architekt Hans Scharoun in den Jahren 1960 bis 1964 einen Entwurf für eine Grund- und Hauptschule im damaligen Neubaugebiet Drewer. Der Entwurf sah ein Schulgebäude mit 20 Klassen, einer Sporthalle und einer Aula mit 522 Plätzen an der Westfalenstraße vor. Nach der Grundsteinlegung im Jahr 1964 wurde mit den Bauarbeiten begonnen, sodass der erste Bauabschnitt mit Schulklassen 1968 bezogen werden konnte. Im Jahr 1969 folgten Aula und Turnhalle. Ein Jahr später kam es zur Übergabe des gesamten Gebäudes einschließlich der Außenanlagen und der Schulbetrieb wurde vollständig aufgenommen.

## Architektur

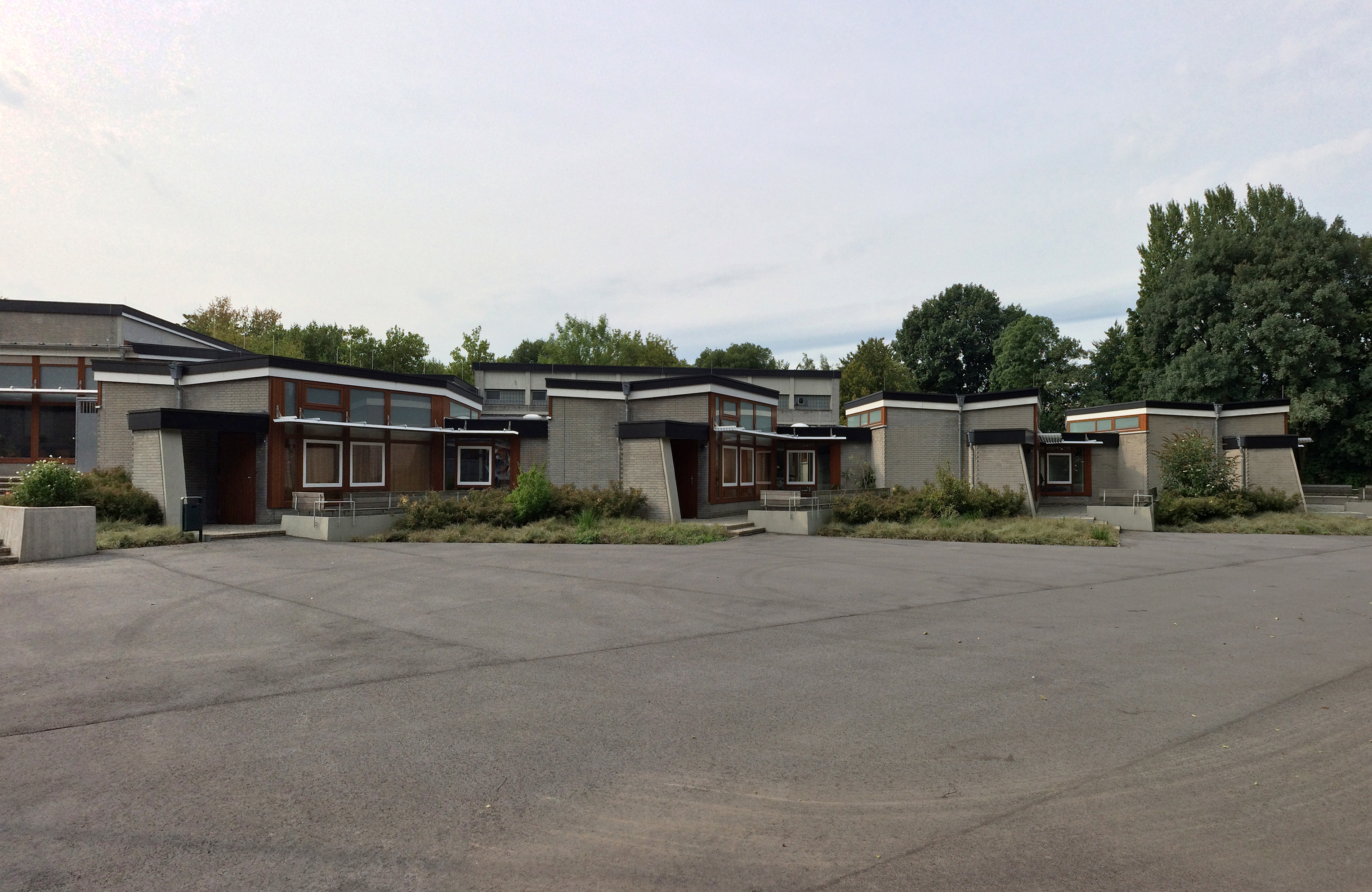
Die „Schulwohnungen“

Neben der Geschwister-Scholl-Gesamtschule Lünen ist die Marler Schule eines von nur zwei Schulgebäuden, die von Scharoun in Gänze entworfen und nach seinen Plänen gebaut wurden. Bei der Planung des Gebäudes im neuen Siedlungsgebiet Drewer-Süd wurden dem Architekten seitens der Stadt Marl keine städtebaulichen Vorgaben auferlegt. So konnte Scharoun seine Vorstellungen von organischer Architektur umsetzen, kräftig unterstützt vom Bürgermeister Rudolf-Ernst Heiland.
Fünf Gebäudeflügel, in denen sich die Klassenräume befinden, ragen wie Sternstrahlen in das Gelände, zentriert in der mittig gelegenen Schulaula. Die Aula stellt das Herz des Gebäudes dar und sorgt für die Verbindung der restlichen Gebäudeteile. Zur gleichen Zeit wie die Berliner Philharmonie entworfen, besticht auch dieser Saal durch eine einzigartige Akustik. Er erhebt sich deutlich über die eingeschossigen, sogenannten „Schulwohnungen“, die aus jeweils einem Klassenraum, Toilettenräumen, einer Garderobe, einem Gemeinschaftsraum und einem Freiluftbereich für den Unterricht und Aufenthalt im Freien bestehen. Jede dieser Schulwohnungen ist wabenförmig angelegt.

„Die Prinzipien der organischen Architektur zeigen sich u.a. in der, natürlichen Organismen nachempfundenen, wabenähnlichen Form der Gebäudeteile, in der ausgeprägten Verwendung unregelmäßiger und asymmetrischer Formen im Innern, die immer wieder neue und überraschende Perspektiven eröffnen, in der Nutzung überwiegend natürlicher Materialien mit warmen Farbtönen und des natürlichen Lichts sowie letztendlich in der konsequenten Orientierung der Architektur auf das Wohlbefinden der Gebäudenutzer.“

Scharoun hat in der besonderen Architektur der Schule ein pädagogisches Konzept umgesetzt, das die Schüler konsequent in den Mittelpunkt stellt, allerdings für Unter-, Mittel- und Oberstufe unterschiedliche Lernbedingungen vorsieht.

## Erhalt der Schule
Seit dem Jahr 2004 steht die Scharounschule unter Denkmalschutz. Sie sollte zunächst aus wirtschaftlichen Gründen, nach Plänen der Stadt Marl, im Jahr 2006 entweder abgerissen oder als Altersheim genutzt werden. Im Jahr 2006 jedoch schlossen sich Architekten, Stadtplaner, Denkmalschützer sowie engagierte Bürger zu einem Initiativkreis zusammen, um die Schule mit Unterstützung der Stadt Marl als architekturgeschichtlich wertvolles und schulisch genutztes Gebäude dauerhaft zu erhalten. Im Herbst 2010 wurde mit den Sanierungsarbeiten begonnen. Am 19. August 2015 wurden in einem Festakt und einem Galakonzert die sanierten Gebäude der Öffentlichkeit und ihren neuen Zweckbestimmungen übergeben. Heute teilen sich die Grundschule Aloysiusschule und die städtische Musikschule die Räumlichkeiten. Das Gebäude mit seiner Vielzahl individuell gestalteter Räume und der akustisch einmaligen Aula bieten der Musikschule und zahlreichen Marler Musikvereinen wie dem jungen Blasorchester Marl ideale Möglichkeiten als Ort für Proben und Konzerte.

## Zitat
„Die wichtigste Aufgabe der Erziehung ist die Einordnung des Individuums in die Gemeinschaft, seine Entwicklung zu einer persönlichen Verantwortung mit dem Ziel der Qualitätssteigerung, so dass eine Gemeinschaft nicht additiven, sondern potenzierenden Charakters entsteht. Es geht dabei nicht um Wissensvermehrung, sondern um Erlebnisvermittlung und Bewusstseinsbildung, damit der Einzelne den echten Kontakt zum öffentlichen Leben und Beziehung zur politischen Gemeinschaft finden kann. … So sollte ein Schulbau nicht Symbol politischer Macht oder Ergebnis technischer oder künstlerischer Perfektion sein. Wie jedes andere Gebäude sollte eine Schule eine Vorstellung von Leben vermitteln, die dem universalen Prinzip der Demokratie entspricht“